# Klaudiusz Labeon
Claudius Labeo – arystokrata z germańskiego plemienia Batawów z I w n.e., który walczył po stronie Rzymian w czasie powstania Batawów w latach 69-70 n.e.
Marek Hordeoniusz Flakkus dowodzący armią rzymską wysłał pod wodzą legata Muniusza Luperkusa dwa legiony V Macedinica i XV Primigenia stacjonujące w Casta Vetera (obecnie Xanten) w celu stłumienia rebelii wywołanej przez Juliusza Cywilisa w rejonie tzw. wyspy Batawów u ujścia Renu. W skład XV legionu wchodziły pomocnicze oddziały spośród Ubiów, Trewerów i Batawów. Jazdą batawską dowodził Klaudiusz Labeon. Gdy Luperkus zaatakował Cywilisa na terenach Batawów, jazda Labeona przeszła w czasie bitwy na stronę rebeliantów. Sam Labeon pozostał wierny Rzymianom, więc został pojmany przez Cywilisa i odesłany do Fryzów. Udało mu się uciec z niewoli dzięki przekupieniu strażników. Przyłączył się w Colonia Agrippina (obecnie Kolonia) do oddziałów Diliusza Wokuli dowódcy legionu XXI Rapax. Dowodził oddziałem jazdy i przeprowadził kilka udanych akcji przeciw Kanninefatom. Przekonał część plemienia Nerwiów i Tungrów do wspólnego wystąpienia przeciwko Cywilisowi. Jednakże w starciu przy moście na rzece Moza Tungrowie przeszli na stronę Batawów, a Nerwiowie złożyli broń. Samemu Labeonowi udało się uciec do Gallii Belgica, gdzie ścigał go Cywilis.

## Źródła
- Tacyt: Dzieła. Tłumaczenie Seweryn Hammer. Warszawa: Czytelnik, 2004. ISBN 83-07-02993-7. Brak numerów stron w książce